# Casa de Adhémar
La casa de Adhémar fue una ilustre y antigua familia de la nobleza de Dauphiné (Provenza). En la Edad Media fue uno de los más poderosos linajes de su región. Las genealogías antiguas y controvertidas le han dado orígenes fantasiosos no probados, y familias homónimas han afirmado estar vinculadas a él.
La casa de Adhémar se conoce desde el siglo XI, cuando poseía las tierras de Dauphiné, importante señorío de Monteil, topónimo que sus señores tomaron para formar el apellido Monteil-Adhemar y su posterior variación en Montelimar.

## Historia
En el siglo XI, la familia Adhémar, probablemente originaria de Royans sienta gradualmente su autoridad alrededor de la gran mansión de Monteil y se convertirían en los Montelimar - Montilium Adhemarrii - cuyo nombre se deriva probablemente del conde Adhemar, genearca que vivió en el siglo XI y quien es probablemente el fundador del primer castillo - Château de Château Vieux.
Los Adhémar construirán alrededor de su fortaleza muchos castillos estratégicos: Savasse , Rochemaure , Monteil, Allan (datado desde 1138), Châteauneuf, La Garde, Grignan, mansión feudal en Saint-Paul-Trois-Châteaux,  etc. 
Para imponerse mejor a los ojos de otras dinastías señoriales, incluidas las de los condes de Poitiers-Valentinois, los Adhémar pidieron la investidura del emperador Federico Barbaroja en 1164, quien les confirmó sus privilegios, asegurándose así la parte más preciada de su territorio, la gran llanura de Valdaine.
Hacia 1198, el señorío de Monteil estaba en posesión conjunta de tres primos: Giraud V Adhémar de Grignan, Lambert I Adhémar de La Garde y Giraud Adhémar de Rochemaure, y en su apogeo incluía una treintena de castillos.
El Papa Inocencio III excomulgó al 15 de abril de 1212 a los dos primos Giraud V de Grignan y Lambert de La Garde por haber hecho, entre otras cosas, un pacto con Raymond VI durante la cruzada contra los Albigenses. Pero la familia Adhémar de Monteil se mantuvo fiel al catolicismo durante las guerras de religión.